# Simon Zijlemans
Simon Zijlemans (Den Bosch, 27 november 1984) is een voormalig Nederlands televisiepresentator.
Van 2015 tot 2018 was Zijlemans te zien als verslaggever in het programma Voetbal Inside. Sinds 2016 was hij af en toe te zien in RTL Boulevard als sport-/voetbaldeskundige. Van seizoen 2018/2019 tot seizoen 2020/2021 presenteerde Zijlemans samen met Bart Nolles de Europa League bij RTL 7. In 2019 werkte Zijlemans als sidekick mee aan het voetbalprogramma VTBL, waar hij onder andere de sociale media behandelde. Sinds 2019 was hij af en toe te zien als presentator van RTL 7 Darts. In december 2019 was hij een van de presentatoren van het PDC-wereldkampioenschap darts. In 2020 presenteerde hij De RTL Sportquiz. Tevens was hij mei 2021 is een van de verslaggevers van het programma 112 Vandaag bij RTL 5. In november 2023 nam RTL afscheid van Zijlemans.
Per augustus 2024 is Zijlemans hoofdredacteur van het computerspelmagazine Power Unlimited.

## Werk als presentator
- 2011-2013: Gamekings (MTV)
- 2013-2016: InsideGamer (Veronica)
- 2018-2021: UEFA Europa League (RTL 7)
- 2019-2021: RTL 7 Darts (RTL 7)
- 2020: De RTL Sportquiz (RTL 7)
- 2022: VTBL (RTL 7)
- 2022-2023: UEFA Champions League (RTL 7)

## Overige tv-werkzaamheden
- 2014: Roadtrippers (Team Veronica, Veronica)
- 2015-2018: Voetbal Inside (verslaggever, RTL 7)
- 2016-heden: RTL Boulevard (sport-/voetbaldeskundige, RTL 4)
- 2017: De Slimste Mens (kandidaat, NPO 2)
- 2019: VTBL (sidekick/socials, RTL 7)
- 2021-2023: 112 Vandaag (verslaggever, RTL 5)
- 2022: De Invasie van België (kandidaat, NPO 3)[3]